# Институт археологии и антропологии НАН Азербайджана
Институт археологии и антропологии НАН Азербайджана — научно-исследовательский институт, входящий в структуру Национальной академии наук Азербайджана.

## История
Институт создан 8 июля 1993 года. В 1974 году на базе соответственных отделов Института истории был создан сектор археологии и этнографии. С 1993 года этот сектор превратился в самостоятельный Институт археологии и этнографии в составе Академии Наук. В 2021 году в соответствии с переструктуризацией института наименование было изменено в Институт археологии, этнографии и антропологии. С 19 января 2024 года указом Совета Министров Азербайджанской Республики было подтверждено название Института археологии и антропологии. 

## Структура
- Отдел археологии каменного века
- Отдел археологии бронзового века
- Отдел археологии неолита и медного века
- Отдел археологии железного века
- Отдел археологии раннего средневековья
- Отдел археологии средневековья
- Отдел этноархеологии
- Отдел археологических исследований на территории новых построек
- Отдел полевых исследований
- Отдел археологических памятников Азербайджана
- Отдел археологических технологий
- Отдел применения информационных технологий в археологии
- Отдел нумизматики и эпиграфики
- Отдел исторической этнографии
- отдел современной этнографии
- Отдел этносоциальных исследований
- Отдел научных экспозиций
- Отдел ковроведения
- Отдел истории и теории археологического наследия
- Отдел этнографии тюркских народов
- Археологический фонд
- Научный архив

При институте Функционирует Научный центр албановедения, центр антропологии.

## Деятельность
За время существования института произведено 224 раскопки, осуществлено 157 проектов. Этнографические исследования проводятся на территории всех районов Азербайджана. Изучается быт, обычаи, материальная и духовная культура прежних веков.
Организуются археологические, этнографические экспедиции. По результатам экспедиций и исследований собранный материал анализируется. Осуществляется выпуск книг, печатных изданий.
Осуществляется археологическая экспертиза местности на территории, на которой планируется первоначальное строительство.
Сотрудники Института участвуют в международных археологических конференция, в том числе:
- Кавказские немцы Немцы на Кавказе до первой мировой войны
- Этнография и археология Кавказа
- Горские евреи Азербайджана

Были организованы и проведены  научные сессии, посвящённые результатам археологический и этнографических исследований Института.
В апреле 2023 года организована научная экспедиция во дворец Панах Али-хана в Агдаме и комплекс при дворце. Осуществляется исследование исторического кладбища при комплексе. В декабре 2023 года на территории комплекса обнаружены древние гробницы династии ханов.
В ноябре 2023 года в селе Мирашелли Агдамского района обнаружены два захоронения, каменное и земляное, предположительно относящиеся к периоду Кавказской Албании. Производится исследование захоронений.
В 2023 году институтом совместно с Евразийским департаментом Германского археологического института реализован проект «Абсолютная и относительная хронология неолитических памятников Карабаха». В рамках проекта проведён радиоуглеродный анализ образцов, взятых с памятников эпохи неолита на территории Карабаха.
В феврале 2024 года начато предварительное исследование территории Ходжалинского некрополя.

### Некоторые этнографические исследования
- Этнографическая экспедиция в Шеки и Закаталу
- Этнографическая экспедиция в Ленкорань и Астару
- Этнографическая экспедиция в Шемаху, Агсу, Исмаиллы[8][9]
- Этнографическая экспедиция в Губу, Хачмаз
- Этнографическая экспедиция в Гянджу, Шамкире, Кедабек

### Археологические исследования
- Возобновление раскопок в местах древней стоянки Qazma Mustye
- Археологические раскопки поселений Гейтепе периода неолита[10]
- Археологические раскопки в рамках археологической экспедиции в Геранбое, Гяндже, Джалилабаде, Шемахе, Габале[11]
- Исследование памятников неолита, энеолита в Мугани
- Археологические раскопки древнего поселения Арабйенгидже
- Археологические раскопки в Джейранчёль
- Археологические исследования некрополя Дарйурд
- Археологические исследования поселения Кюльтепе II
- Археологические исследования курганов Керимли
- Археологические исследования поселения городского типа Мейдантепе античного периода
- Открытие города Кавказской Албании на мильской равнине
- Археологические раскопки поселения средних веков Мухортепе
- Археологические раскопки памятника Пловдаг
- Археологические раскопки крепостной части г. Габала
- Археологическое исследование комплекса Шахтахты
- Археологические исследования селения Шортепе
- Археологические исследования селения Сумбатан
- Археологическое исследование дна Каспийского моря
- Археологическое исследование городища Оглангала
- Археологические раскопки памятника Чаггаллытепе[12]
- Археологическое исследование крепости Бугурт[13]
- Археологическое исследование Дворца Панах Али-хана и комплекса при дворце (Агдам) (2023—2024)[3]

## Основные научные результаты
- Обнаружение на территории Азербайджана артефактов, свидетельствующих о нахождении на данной территории одних из древнейших мест обитания раннего человека и ранних центров цивилизации
- Обоснование проживания на данных территориях древнего человека 2 млн лет назад
- Обнаружение в результате раскопок древней земледельческой культуры, мест обитания, мест обитания периода бронзового века, памятников городского типа, сотен погребений
- Раскопки и исследование городов античного времени и периода средних веков

## Избранные труды
Избранные труды, изданные Институтом:
- «Азербайджанцы»
- «Археология Азербайджана»
- «Этнография Азербайджана»
- «Эпиграфические памятники Азербайджана»
- «Нумизматика Азербайджана»